# IC 855
IC 855 је елиптична галаксија у сазвјежђу Дјевица која се налази на листи објеката дубоког неба у Индекс каталогу.
Деклинација објекта је - 4° 29' 7" а ректасцензија 13h 10m 36,9s. Привидна величина (магнитуда) објекта IC 855 износи 13,6 а фотографска магнитуда 14,6.